# The Root of All Evil
The Root of All Evil es un álbum recopilatorio de la banda sueca de death metal melódico Arch Enemy, en el que se incluyen canciones regrabadas de los tres primeros discos del grupo - Black Earth, Stigmata y Burning Bridges. El álbum fue producido por Arch Enemy y cuenta con mezcla de audio y masterización de Andy Sneap. 

## Lista de canciones
| The Root of All Evil |                                |                 |                       |          |  |
| N.º                  | Título                         | Letras          | Música                | Duración |  |
| 1.                   | «The Root of All Evil» (intro) |                 |                       | 1:06     |  |
| 2.                   | «Beast of Man»                 | Michael Amott   | Michael / Christopher | 3:45     |  |
| 3.                   | «The Immortal»                 | Liiva / Michael | Christopher / Michael | 3:47     |  |
| 4.                   | «Diva Satanica»                | Michael Amott   | Michael / Christopher | 3:48     |  |
| 5.                   | «Demonic Science»              | Michael Amott   | Michael / Christopher | 5:24     |  |
| 6.                   | «Bury Me an Angel»             | Michael Amott   | Michael Amott         | 4:25     |  |
| 7.                   | «Dead Inside»                  | Michael Amott   | Michael / Christopher | 4:24     |  |
| 8.                   | «Dark Insanity»                | Johan Liiva     | Michael / Liiva       | 3:25     |  |
| 9.                   | «Pilgrim»                      | Michael Amott   | Michael / Christopher | 4:50     |  |
| 10.                  | «Demoniality»                  | Instrumental    | Michael Amott         | 1:40     |  |
| 11.                  | «Transmigration Macabre»       | Michael Amott   | Michael Amott         | 3:33     |  |
| 12.                  | «Silverwing»                   | Michael Amott   | Michael / Christopher | 4:22     |  |
| 13.                  | «Bridge of Destiny»            | Michael Amott   | Michael / Christopher | 7:53     |  |

### Edición limitada
La edición limitada incluye además las siguientes canciones en directo:
1. "Bury Me an Angel" (Live) – 4:22
2. "The Immortal" (Live) – 4:34
3. "Bridge of Destiny" (Live) – 7:36

### Edición limitada publicada en Japón
La versión japonesa del álbum incluye las anteriores canciones en directo además de las dos siguientes canciones:
1. "Wings of Tomorrow" (Europe cover)
2. "Walk in the Shadows" (Queensrÿche cover)

## Créditos

### Miembros de la banda
- Angela Gossow – voz
- Michael Amott – guitarra y voces de fondo
- Christopher Amott – guitarra
- Sharlee D'Angelo – bajo
- Daniel Erlandsson – batería

### Producción
- Arch Enemy – producción
- Andy Sneap – mezcla de audio y masterización
- Daniel Erlandsson - grabación
- Rickard Bengtsson - grabación[1]
- Gustavo Sazes - arte/diseño

U.S cat:18646  upc: 727701864624 - Europa cat:9979462 upc: 5051099794627 - Japón cat:YRCG-90019 upc: 4580204755389 